# Башковский
Башковский — посёлок в Новохопёрском районе Воронежской области России. Входит в состав Новопокровского сельского поселения.

## Население
| 2005 | 2010 |
| ---- | ---- |
| 38   | ↘22  |

## Уличная сеть
- ул. Тополевая